# Melanotus atayal
Melanotus atayal là một loài bọ cánh cứng trong họ Elateridae. Loài này được Kishii & Platia miêu tả khoa học năm 1991.